# The Tourists (banda)
The Tourists foi uma banda inglesa de new wave, formada em Londres em 1978. Tiveram uma curta carreira somando três álbuns de estúdio em dois anos com relativo sucesso. 

## História
Em 1975 os guitarristas Peet Coombes e David A. Stewart formavam um duo popular com várias atuações no Reino Unido. Em 1977 convidam Annie Lennox para ocupar a vocalização e os teclados e criam a banda The Catch.  Lançam o single "Borderline" com o selo da Logo Records, sem sucesso comercial. 
Com a entrada de Eddie Chin (baixo) e Jim Toomey (bateria) em 1978, o grupo passa a chamar-se The Tourists e lançam no início de 1979 o álbum homónimo,  assinalando a estreia da nova banda.  Em 1979 é editado o álbum Reality Effect, onde conseguem ter dois singles no top 10 do Reino Unido:  "So Good to Be Back Home Again"  e a versão do tema "I Only Want To Be With You" de Dusty Springfield. 
Praticando uma sonoridade com base nas raízes folclóricas associada a uma energia punk com influências pop dos anos sessenta, os Tourists assinam contrato em 1980 com a multinacional RCA Records. Lançam o terceiro álbum Luminous Basement, que não obteve o sucesso desejado.  No decorrer da digressão atuam em Portugal no 1º Festival Rock de Cascais no dia 16 de agosto de 1980, juntamente com os UHF, The Skids, Original Mirrors e 999. 
Depois de algumas discussões e tensões pessoais a banda termina a sua carreira. Annie Lennox e David A. Stewart formariam uma nova banda, Eurythmics, alcançando grande sucesso internacional. 

## Membros
- Peet Coombes (voz e guitarra) [6]
- Annie Lennox (voz e teclas) [6]
- David A. Stewart (guitarra) [6]
- Eddie Chin (baixo) [6]
- Jim Toomey (bateria) [6]

## Discografia
- The Tourists [5] Álbum (1979)
- Reality Effect [7] Álbum (1979)
- Luminous Basement [11] Álbum (1980)
- Should Have Been Greatest Hits Coletânea (1984)
- Greatest Hits Coletânea (1997)

## Singles
- The Tourists (1979) - "Blind Among the Flowers" e "The Loneliest Man in the World"
- Reality Effect (1979) - "I Only Want to Be with You" e "So Good to Be Back Home Again"
- Luminous Basement (1980) - "Don't Say I Told You So" e "From the Middle Room".